# Mantello (indumento)

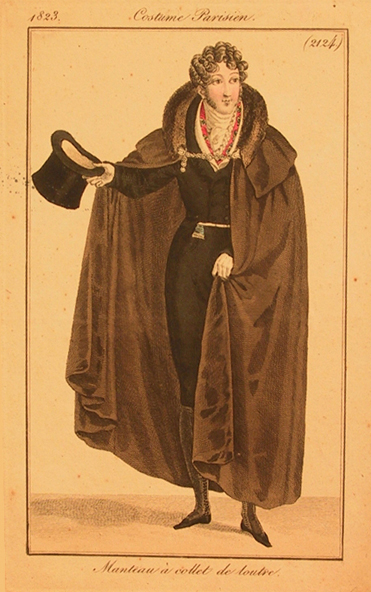
Mantello da sera, dal Costume Parisien, 1823

Il mantello (dal latino mantellum “velo”) è un indumento senza maniche e di varia lunghezza, in alcuni casi munito di cappuccio, che si indossa sulle spalle e agganciato al collo. Allo stesso modo della cappa, anch'essa non presenta tagli predisposti per maniche o chiusure anteriori con bottoni o altri accessori ma a differenza di essa è realizzato con materiali pesanti ed è progettato per dare calore e protezione.
Si porta sopra gli abiti per proteggersi dal freddo, dalla pioggia o dal vento. Era un antico simbolo di prestigio, nella Bibbia caratterizza i profeti, come Elia, che lo passa al discepolo Eliseo; Gesù Cristo viene accolto a Gerusalemme da una folla che stende i mantelli al suo passaggio.
L'imperatore Bassiano della famiglia dei Severi passò alla storia con il nome di Caracalla per il fatto che era solito indossare un lungo mantello gallico così denominato.
Nel Medioevo il mantello, spesso riccamente decorato, distingueva visivamente i re, i sacerdoti, i nobili e le dame dalla gente semplice, che non poteva permetterselo. Sono emblematici gli episodi di San Martino e di San Francesco che donano per carità il loro mantello al povero, abbassandosi implicitamente al suo livello. Accogliere una persona sotto al proprio mantello, voleva dire darle la propria protezione. La Madonna della Misericordia è raffigurata con i fedeli sotto al mantello.
Benché fosse molto usato in passato, sia dagli uomini che dalle donne, nel mondo occidentale è ormai caduto in disuso nell'uso quotidiano. Rimane come veste "storica" di cerimonia in particolari eventi es. incoronazioni, lauree o parate militari. In alcune culture, come quella Maori, il mantello di piume viene ancora oggi utilizzato come segno di rango e riconoscimento.
La presenza del mantello lungo, nelle raffigurazioni dell'antichità classica, poteva essere "la rappresentazione di un danzatore armato, lacunoso dello scudo e della lancia. Il corto mantello, che avvolge il torso e le braccia, certo non funzionale al combattimento, compare indossato sia in ambito greco che etrusco da alcuni danzatori armati, in qualche caso identificabili come pirrichisti".

## Storia

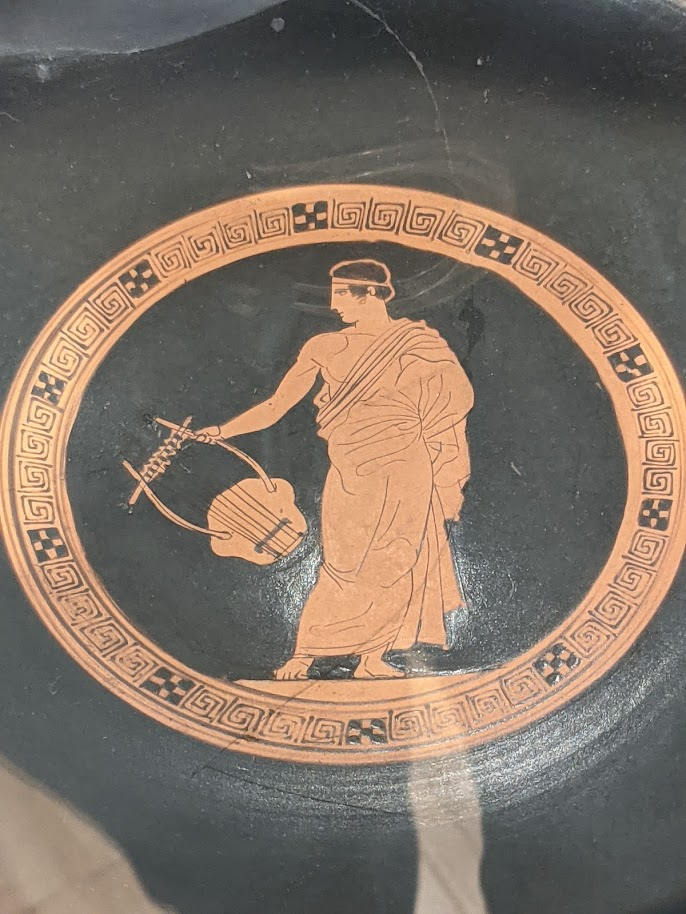
Rappresentazione databile tra il 450 e c. 400 a.C.; un giovane che indossa un himation e tiene in mano una lira. Attualmente è in mostra all'Eskenazi Museum of Art di Bloomington, nell'Indiana.

Gli antichi greci e romani erano noti per indossare mantelli. Uomini e donne greci indossavano l'himation, dal periodo arcaico al periodo ellenistico (750-30 a.C. circa). I romani indossarono in seguito il mantello in stile greco, il pallium. Esso era quadrangolare e poggiava sulle spalle, non diversamente dall'himation.
I Romani della Repubblica indossavano la toga come dimostrazione formale della loro cittadinanza. Era negato agli stranieri e veniva indossato dai magistrati in tutte le occasioni come segno distintivo d'ufficio. Si suppone che la toga abbia avuto origine da Numa Pompilio, il secondo re di Roma. L'imperatore Caracalla divenne noto con questo nome (in realtà si chiamava Bassiano Antonino) dal nome dell'omonimo mantello militare che era solito indossare quando si spostava con l'esercito.
Potenti nobili e guerrieri d'élite dell'Impero azteco indossavano un tilmàtli, un mantello mesoamericano usato come simbolo del loro status superiore. Il tessuto e l'abbigliamento erano di primaria importanza per gli Aztechi. I tilmàtlis più elaborati e colorati erano strettamente riservati ai sommi sacerdoti d'élite, agli imperatori, ai Guerrieri Aquila e ai Guerrieri Giaguaro.

## Mantello dell'Opera
In completo abito da sera nei paesi occidentali, signore e signori usano spesso il mantello come una moda, o per proteggere i tessuti pregiati degli abiti da sera dalle intemperie, specialmente dove un cappotto schiaccerebbe o nasconderebbe l'indumento. I mantelli dell'Opera sono realizzati con materiali di pregio come lana, cashmere, velluto o pelliccia.
Il termine era il titolo di una commedia operistica del 1942.

## In letteratura e nelle arti

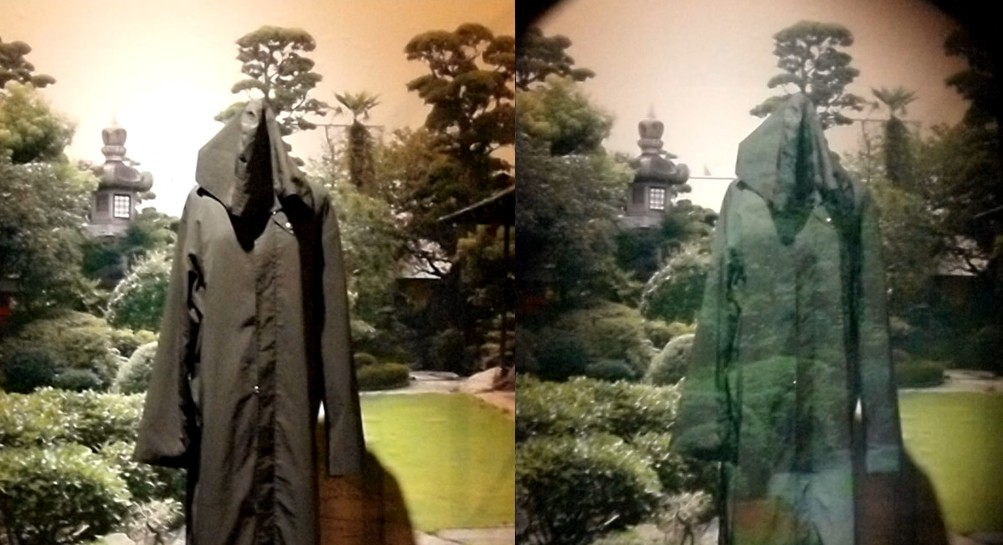
Un mantello dell'invisibilità con camouflage ottico di Susumu Tachi dell'Università di Tokyo in mostra al National Museum of Emerging Science and Innovation (Miraikan) a Tokyo (foto scattata nel 2012). A sinistra: il tessuto visto senza un dispositivo speciale. A destra: lo stesso tessuto visto attraverso il proiettore a mezzo specchio, parte della tecnologia di proiezione retroriflettente.

L'evangelista Matteo recita nella Bibbia nel passo 5:40: "e a chi ti vuol chiamare in giudizio per toglierti la tunica, tu lascia anche il mantello". Secondo la versione della Bibbia di re Giacomo, il passo di Luca 6:29 recita in modo leggermente diverso: "...and him that taketh away thy cloke, forbid not to take thy coat also".
I mantelli sono un indumento fondamentale nel genere fantasy a causa della popolarità delle ambientazioni medievali. Di solito sono anche associati a streghe, maghi e vampiri; la versione teatrale più nota di Dracula, che per prima ha reso prominente l'attore Bela Lugosi, lo vedeva indossare in modo che la sua uscita attraverso una botola nascosta sul palco potesse sembrare improvvisa. Quando Lugosi riprese il ruolo di Dracula per gli Universal Studios del 1931 nella versione cinematografica dell'opera teatrale, ha mantenuto il mantello come parte del suo vestiario, il che ha fatto un'impressione così forte che i mantelli sono stati equiparati al conte Dracula in quasi tutte le sue rappresentazioni mediatiche.

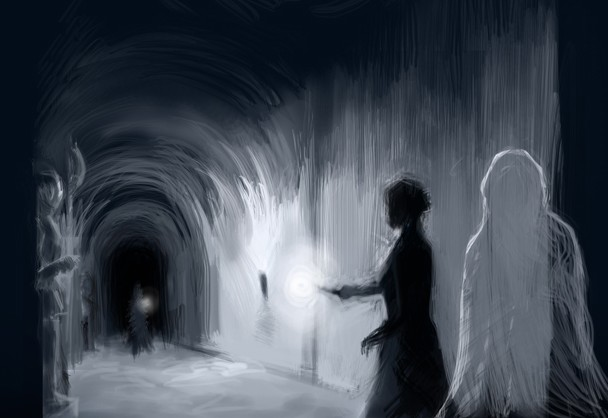
Disegno che rappresenta Harry Potter e Luna Lovegood nascosti sotto il mantello dell'invisibilità, dietro Minerva McGranitt, di fronte a Severus Piton in lontananza (Harry Potter e i Doni della Morte).

I mantelli fantasy sono spesso magici. Ad esempio, possono garantire l'invisibilità alla persona che lo indossa come nella serie di Harry Potter di J.K. Rowling. Un simile tipo di indumento è indossato dai membri della Compagnia dell'Anello ne Il Signore degli Anelli di J.R.R. Tolkien, sebbene invece di garantire la completa invisibilità, i mantelli realizzati dagli elfi sembrino semplicemente cambiare tra qualsiasi colore naturale (es. verde, grigio, marrone) per aiutare chi lo indossa a mimetizzarsi con l'ambiente circostante. Nelle storie dei fumetti Marvel e nel Marvel Cinematic Universe, lo stregone Doctor Strange è associato a un magico Mantello della Levitazione, che non solo consente a chi lo indossa di levitare, ma ha anche altre abilità mistiche. Il dottor Strange lo usa anche come arma. In alternativa, i mantelli nella fantasia possono annullare i proiettili magici, come il "mantello della resistenza magica" in NetHack.
I mantelli dell'invisibilità sono anche oggetti magici che si trovano nel folklore e nelle fiabe. Tali mantelli sono comuni nella mitologia gallese; un "Mantello dell'Invisibilità" è descritto nel racconto Culhwch e Olwen (anno 1100 circa) come uno dei beni più preziosi di Re Artù. Il mantello è descritto più dettagliatamente in Breuddwyd Rhonabwy, ed è poi elencato come uno dei Tredici Tesori dell'Isola di Britannia. Un mantello simile appare nel Secondo Ramo del Mabinogi (i primi racconti in prosa nella letteratura britannica), in cui viene usato da Caswallawn per assassinare i sette amministratori.
Nella fiaba inglese Jack the Giant Killer, l'eroe viene ricompensato con diversi doni magici da un gigante che ha risparmiato, tra cui un mantello dell'invisibilità. Iona e Peter Opie osservano in The Classic Fairy Tales (1974), che il mantello di Jack potrebbe essere stato preso in prestito dal racconto di Pollicino o dalla mitologia norrena, ma fanno anche confronti con le storie celtiche del Mabinogion.
La controparte in Giappone è il clan kakuremino (隠れ蓑), un magico "mantello di paglia" o "impermeabile" dell'invisibilità. Nel racconto popolare del Momotarō "The Peach Boy", uno dei tesori che l'eroe raccoglie dagli orchi è un mantello dell'invisibilità, parallelo alla storia di Jack the Giant Killer.
Il mantello dell'invisibilità appare nel racconto tedesco Le dodici principesse danzanti e in Il re della montagna d'oro nelle Fiabe dei Fratelli Grimm. Essi chiariscono che il kappe di Sîfrit è un mantello che copre non solo la testa ma avvolge il corpo, anche se in tempi successivi il tarnkappe venne considerato come un berretto dell'invisibilità. Il tarnkappe (o tarnkeppelin) è anche di proprietà del re nano in Laurin. In diversi passaggi o manoscritti varianti di queste opere, il tarnkappe è indicato anche come tarnhût (da haut "pelle") o hehlkappe (da hehlen "nascondersi").
Nell'epica originale Nibelungenlied, il mantello dell'eroe non solo gli garantisce l'invisibilità, ma aumenta anche la sua forza, per conquistare la regina d'Islanda Brünhild. Nel ciclo di opere di Richard Wagner Der Ring des Nibelungen, il mantello diventa un elmo magico chiamato Tarnhelm, che conferisce anche la capacità di trasformarsi a chi lo indossa. Quando Fritz Lang adattò Nibelungenlied per lo schermo cinematografico nel suo film Die Nibelungen del 1924, Siegfried usa un velo o una rete di invisibilità guadagnata dal nano Alberich. Un altro film dello stesso anno che usava un mantello dell'invisibilità è stato quello di Raoul Walsh in Il ladro di Bagdad, in cui il mantello gioca un ruolo fondamentale. Edgar Rice Burroughs usa l'idea di un mantello dell'invisibilità nel suo romanzo del 1931 A Fighting Man of Mars. Il film Erik il Vichingo descrive in modo umoristico il personaggio del titolo usando un mantello dell'invisibilità, che non si rende conto che apparentemente funziona solo su uomini anziani.
Nel 1965 la miniserie francese Belfagor ebbe un notevole successo. Il protagonista (un fantasma che si aggira nel Louvre) indossa un mantello nero. Nel 2001 uscì un remake.
In The Secret History di Donna Tartt (1992), il personaggio di Richard dice: "Sono diventato esperto nel rendermi invisibile" (...)"La domenica pomeriggio, il mio mantello dell'invisibilità sulle spalle, mi sedevo in infermeria a volte per sei ore...".

## Metafora
In senso figurato, un mantello può essere qualsiasi cosa che nasconda qualcosa. In molti franchise di fantascienza, come Star Trek, ci sono dispositivi di occultamento, che forniscono un modo per evitare il rilevamento facendo apparire gli oggetti invisibili. Un vero e proprio dispositivo, anche se di capacità limitate, è stato creato nel 2006.
Poiché tengono nascosta una persona e nascondono un'arma, il detto inglese cloak and dagger è arrivata a riferirsi allo spionaggio e ai crimini segreti: suggerisce l'omicidio da fonti nascoste. Le storie di "Mantello e pugnale" sono quindi storie di mistero, detective e crimini vari. Il duo vigilante dei fumetti Marvel Cloak and Dagger fa riferimento a questo.

## Galleria d'immagini

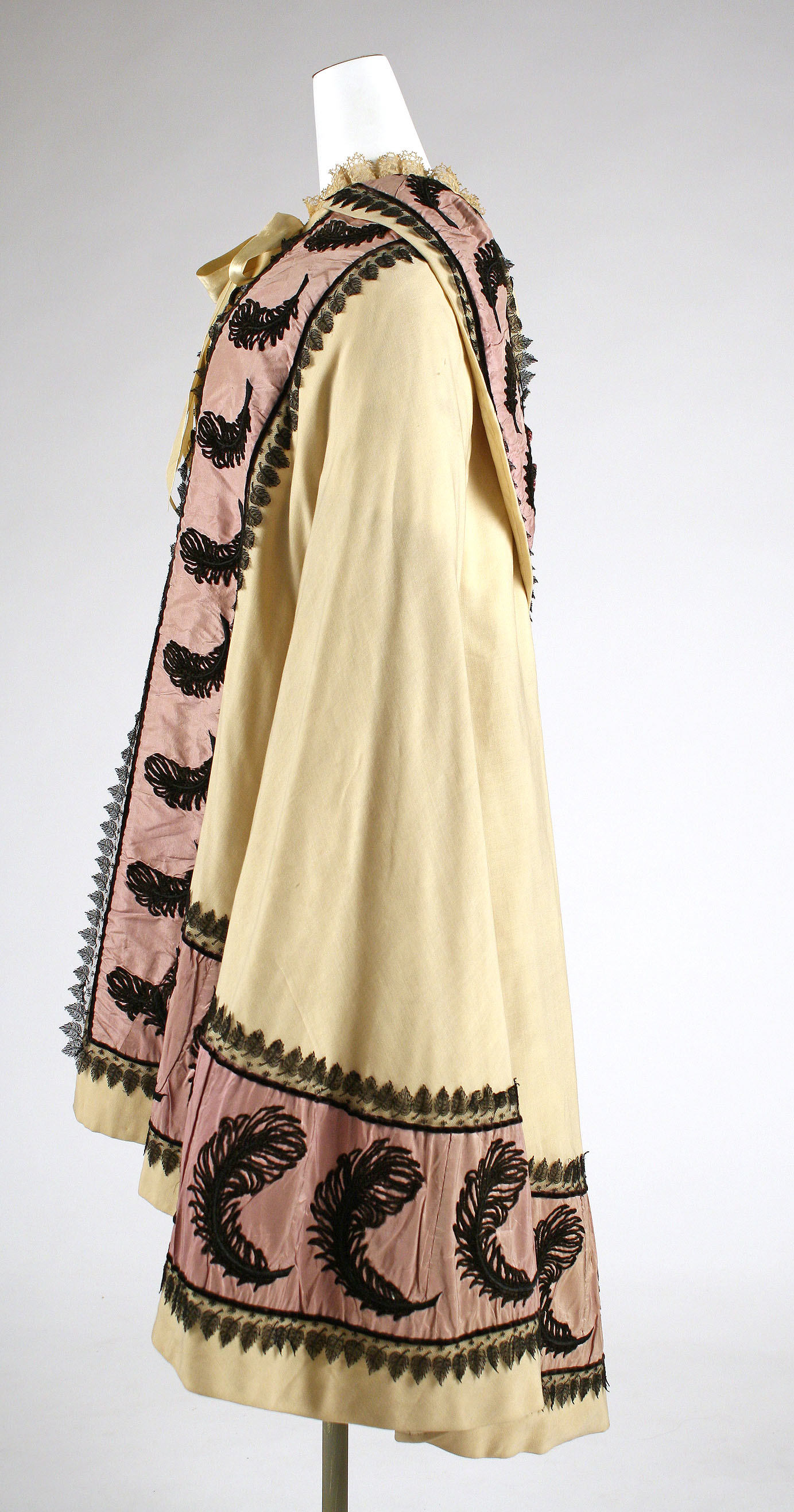
Mantello americano, 1851
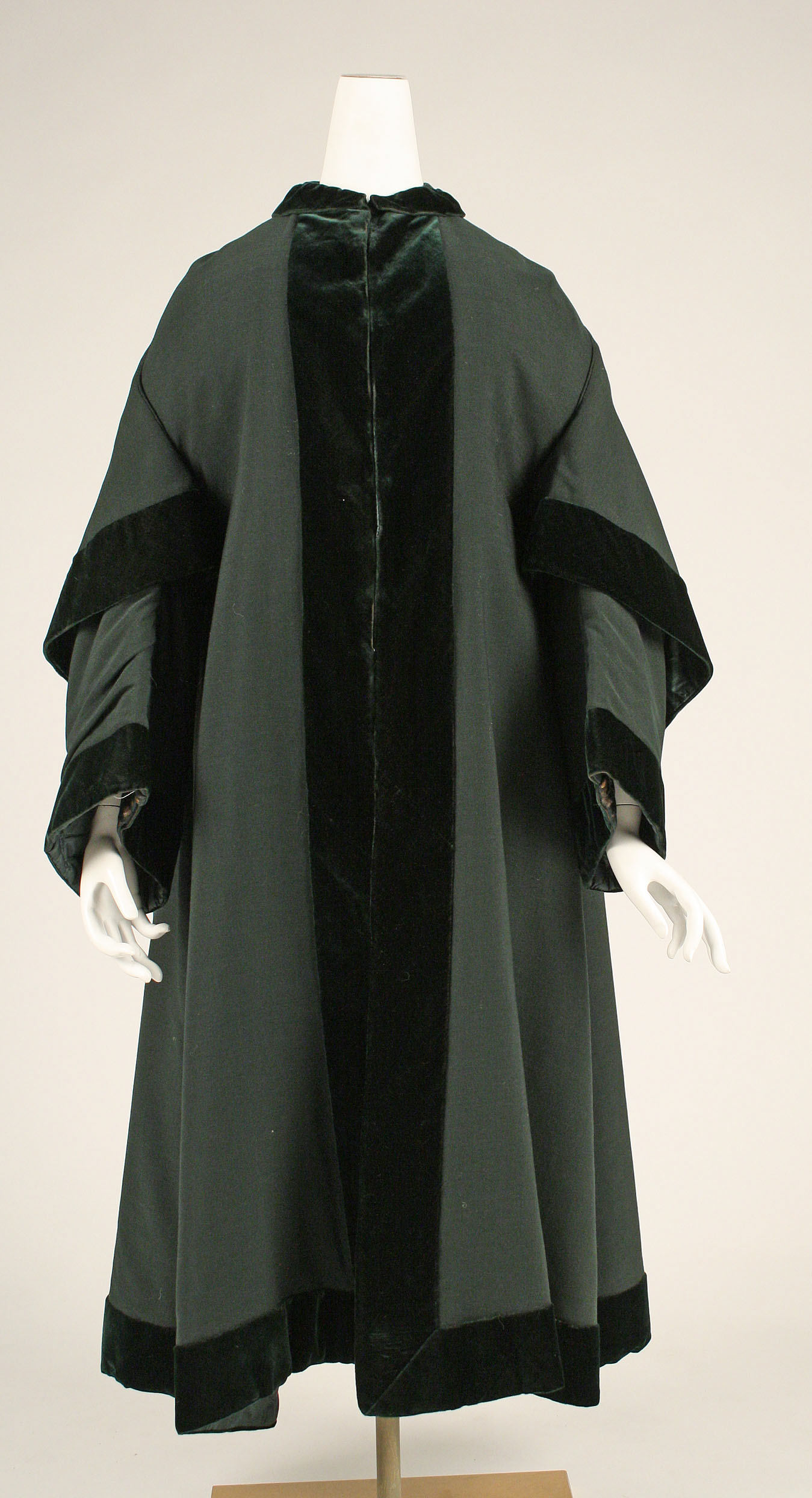
Mantello americano, 1850 circa
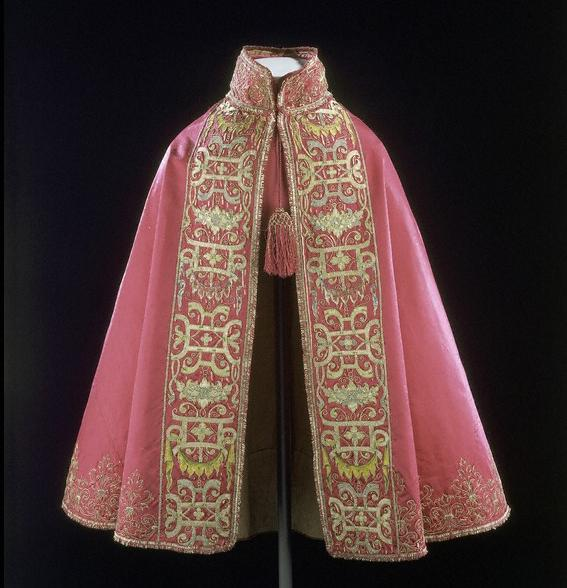
Mantello, 1580-1600. Pelliccia rossa, adagiato e ricamato con fili d'argento, argento dorato e seta colorata e foderato con lino rosa.
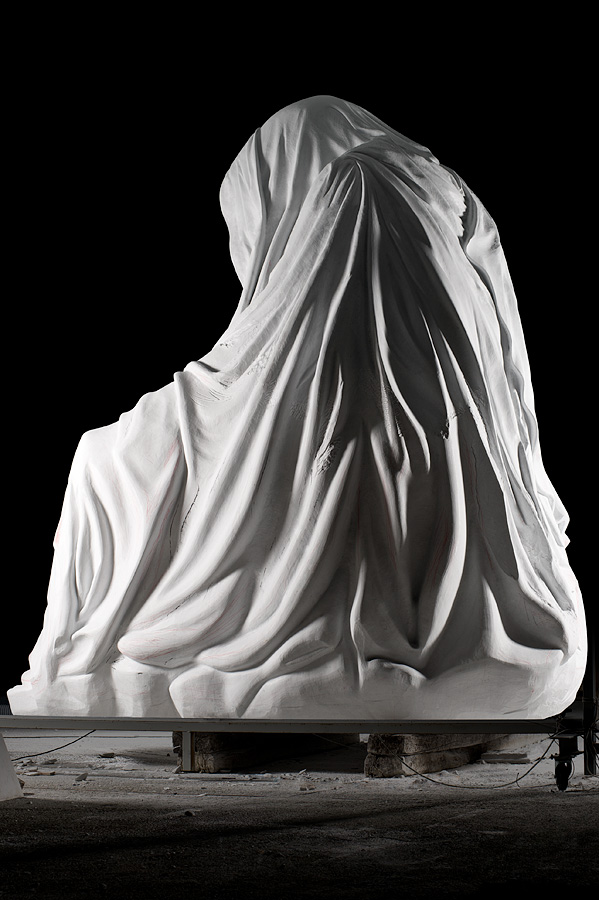
Veduta laterale de Il mantello della coscienza, pre-completamento presso lo Studio Michelangelo, Cararra, Italia.
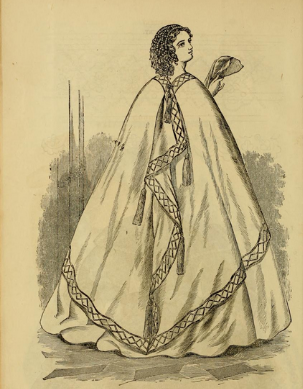
Mantello apparso su Godey's Lady's Book, 1861. Noto anche come Godey's Magazine e Lady's Book, era una rivista femminile americana pubblicata a Filadelfia dal 1830 al 1878. Era la rivista più diffusa nel periodo prima della guerra civile[53].
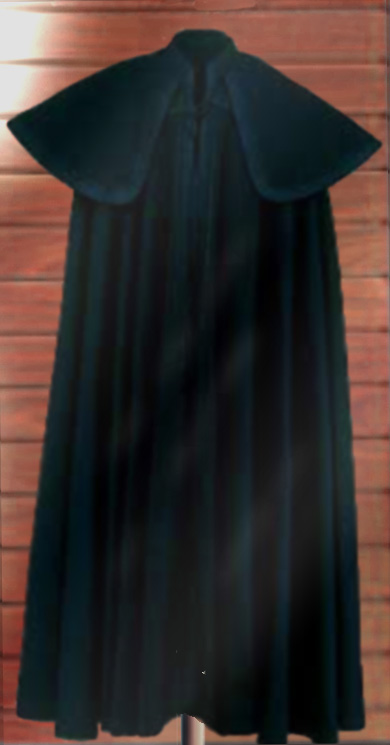
Mantello nero appartenuto al Presidente Marroquin (Colombia 1900-1904)
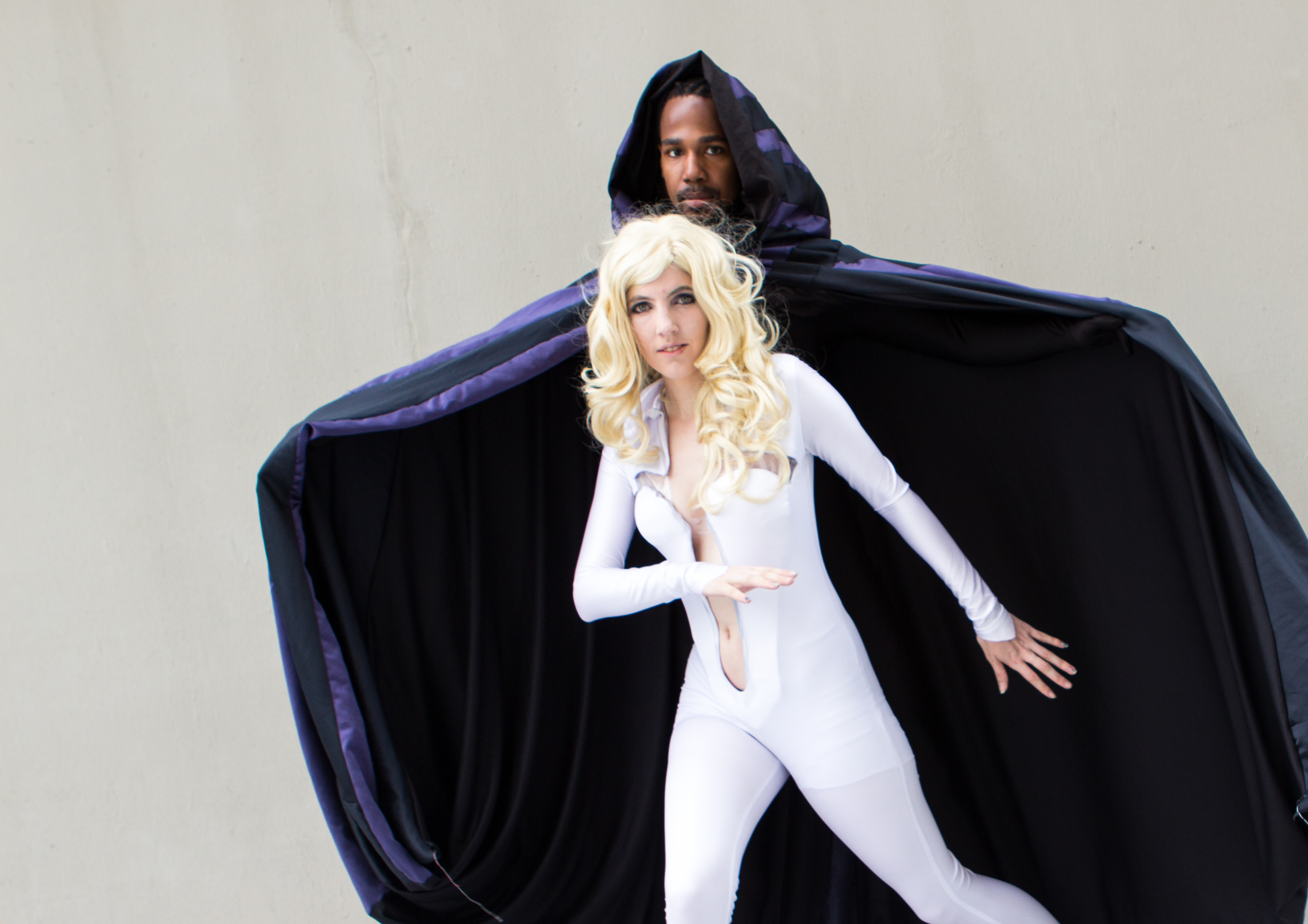
Cloak & Dagger, Cosplay, 2013
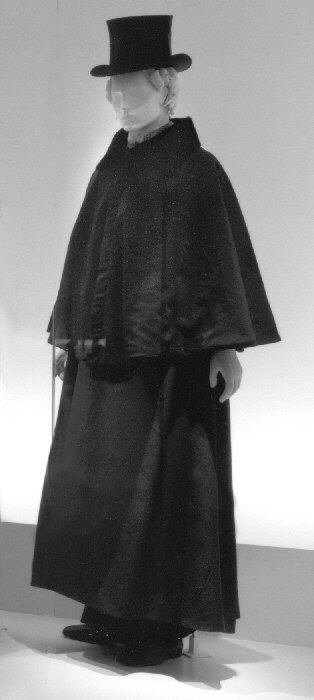
Mantello britannico, 1829–33

## Tipi di mantelli
- Tabarro
- Mackintosh
- Kalasiris
- Burnus
- Frock coat
- Ferraiuolo
- Piviale
- Bisht